# Last Week Tonight with John Oliver
Last Week Tonight with John Oliver (dịch nghĩa: Tuần trước tối nay với John Oliver, thường được rút ngắn là Last Week Tonight) là một chương trình truyền hình đêm khuya và châm biếm tin tức của Mỹ do diễn viên hài John Oliver dẫn chương trình. Chương trình kéo dài nửa giờ này được ra mắt lần đầu tiên vào ngày 27 tháng 4 năm 2014, trên HBO. Last Week Tonight chia sẻ một số điểm tương đồng với The Daily Show của Comedy Central (nơi trước đây Oliver làm việc với tư cách là một phóng viên và người dẫn chương trình tạm thời), vì nó có một cái nhìn châm biếm về tin tức, chính trị và các sự kiện hiện tại, nhưng xuất hiện hàng tuần.
Oliver đã tuyên bố rằng anh ta có " quyền tự do sáng tạo hoàn toàn, bao gồm cả quyền tự do chỉ trích các tập đoàn ". Hợp đồng ban đầu của anh với HBO là hai năm với tùy chọn gia hạn. Vào tháng 9 năm 2017, HBO thông báo rằng chương trình đã được gia hạn thêm ba phần 30 tập mỗi phần, giữ cho chương trình được phát sóng suốt năm 2020. Chương trình mùa thứ bảy, mùa cuối cùng được hứa hẹn bởi thông báo đổi mới năm 2017, được công chiếu vào ngày 16 tháng 2 năm 2020.

## Sản xuất
Oliver đã mô tả sự chuẩn bị của mình cho chương trình cho một người phỏng vấn cho The Wire: "... Tôi về cơ bản phải xem mọi thứ. Chương trình duy nhất tôi xem cho vui là buổi trình diễn của Fareed Zakaria vào Chủ nhật... Chương trình đó và 60 Minutes là tôi xem cho vui, hoặc có thể là Frontline... Tôi luôn có TV trong văn phòng của mình và tôi thường xem lướt từ CNN, Fox, MSNBC, Bloomberg, CNBC, Al Jazeera... Tôi xem với một điều gì đó trong tâm trí và đó là cách để xem một câu chuyện được kể theo một cách xấu xí. " 